# Стовбці (станція)
Ст́овбці (біл. Ст́оўбцы) — проміжна залізнична станція Барановицького відділення Білоруської залізниці на електрифікованій лінії Мінськ — Барановичі. Розташована в однойменному місті Стовбцівського району Мінської області.

## Історія
28 серпня 1870 року почалося будівництво Московсько-Берестейської залізниці у напрямку містечка Стовбці. Перший міст через річку Німан на новій лінії було закладено 13 вересня 1870 року. 1871 року побудована станція Стовбці і відкритий рух залізницею. Після відкриття залізниці річкова торгівля почала занепадати. Економічна активність у містечку придбала інші форми. Наприкінці XIX століття у Стовбцях діяли сірникова фабрика, лісопильний і смолокурений заводи.
За 1 м від станції протікає річка Німан. Раніше річка Німан була широкою та судноплавною, як вважають вчені, назва міста, як і станції існує версія, що походить від дерев'яних набережних стовбців, за які прив'язувалися човна, щоб їх не віднесло сильною течією.
З 1921 по 1939 роки місто Стовбці разом зі станцією перебувало у складі Польщі, а станція стала прикордонною. 17 травня 1926 року почалося будівництво нині існуючої будівлі залізничного вокзалу, яке тривало 137 календарних днів або 115 робочих днів і завершилося 30 вересня 1926 року.
2 липня 1944 року радянськими військами звільнено станцію Стовбці від німецько-фашистських загарбників.
29 грудня 1975 року завершена електрифікація дільниці Мінськ — Стовбці з відкриттям руху приміських електропоїздів.
У залі чекання залізничного вокзала встановлений портрет білоруського письменника Якуба Коласа, уродженця міста Стовбці Стовбцівського району Мінської області.

## Авторемонтні майстерні
Біля станції розташовано республіканське унітарне підприємство «Дорожні авторемонтні майстерні станції Стовбці Білоруської залізниці», на якому здійснюється ремонт хопер-дозаторів, думпкарів, моторельсового транспорту, машин для зміни шпал SVP-74, причепів УП-2, колісних пар колійних машин, гідравлічного колійного інструменту, виготовлення засобів малої механізації (переносний портальний кран, модерони, візки для перевезення шпал тощо), ручного інструменту для колійних робіт, з'єднувачів для рейкових кіл різних типів, вантажозахоплювальних пристроїв (канатні стропи) до 10 т включно, металоконструкцій, запасних частин, товарів народного споживання, шліфування автотракторних коленвалів.

## Пасажирське сполучення

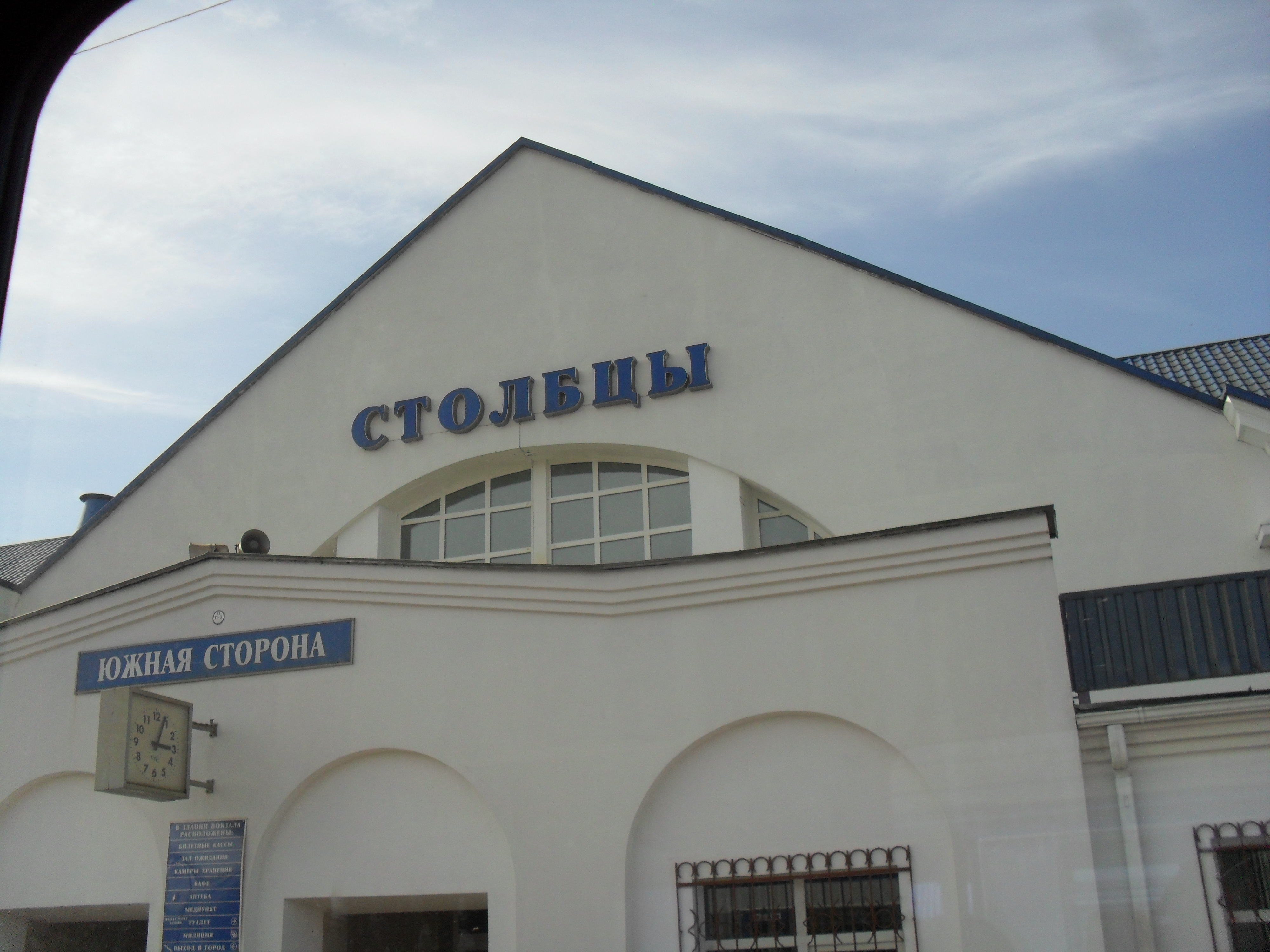
Вокзал станції Стовбці

На станції зупиняються пасажирські поїзди міжрегіональних ліній до станцій Мінськ-Пасажирський, Берестя-Центральний, Вітебськ, Гомель-Пасажирський, Гродно, Пінськ тощо.
Приміські поїзди економкласу курсують до станцій Мінськ-Пасажирський, Барановичі-Поліські. Для половини електропоїздів, що курсують з Мінська в цьому напрямку, станція Стовбці — кінцева.

## У літературі
- Білоруський письменник, поет Якуб Колас присвятив Стовбцям найщиріші рядки:

|  | Мой родны кут, як ты мне мілы! Забыць цябе не маю сілы! |

- Станція Стовбці згадується у оповіданні «Тоня» Ільфа і Петрова (1937), як прикордонна станція на польському кордоні:

|  | Через два тижні поїзд Париж — Негорелоє вийшов з польської станції Стовбці і рушив до радянського кордону. На полустанку Колосово він на хвилину затримався. Ще на ходу стали зіскакувати польські жандарми у чепуристих шубках з сіро-собачими комірами. Поїзд дуже повільно пройшов ще кілька метрів. Тоня із завмиранням серця стала протирати скло і побачила в темряві зимового вечора дерев'яну вишку, на якій стояв червоноармієць у довгому сторожовому кожусі і шоломі. На хвилину його освітили вогні поїзда, блиснув ствол гвинтівки, і вишка повільно поїхала назад. Вартового завалювало снігом, але він не обтрушувався, нерухомий, суворий і величний, як пам'ятник. — Ільф і Петров. |

## Галерея

Світлини станції у різні часи
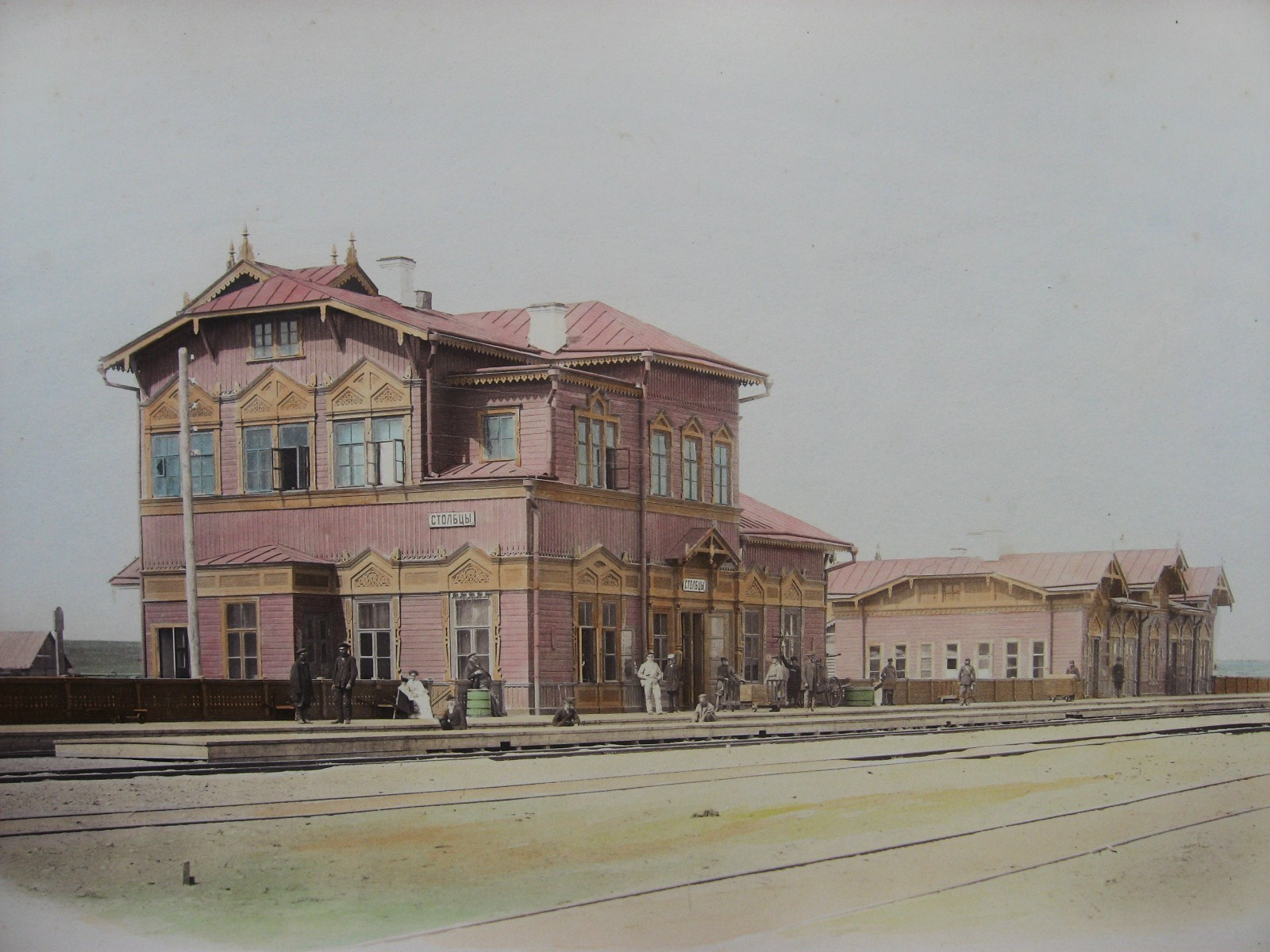
1880—1889
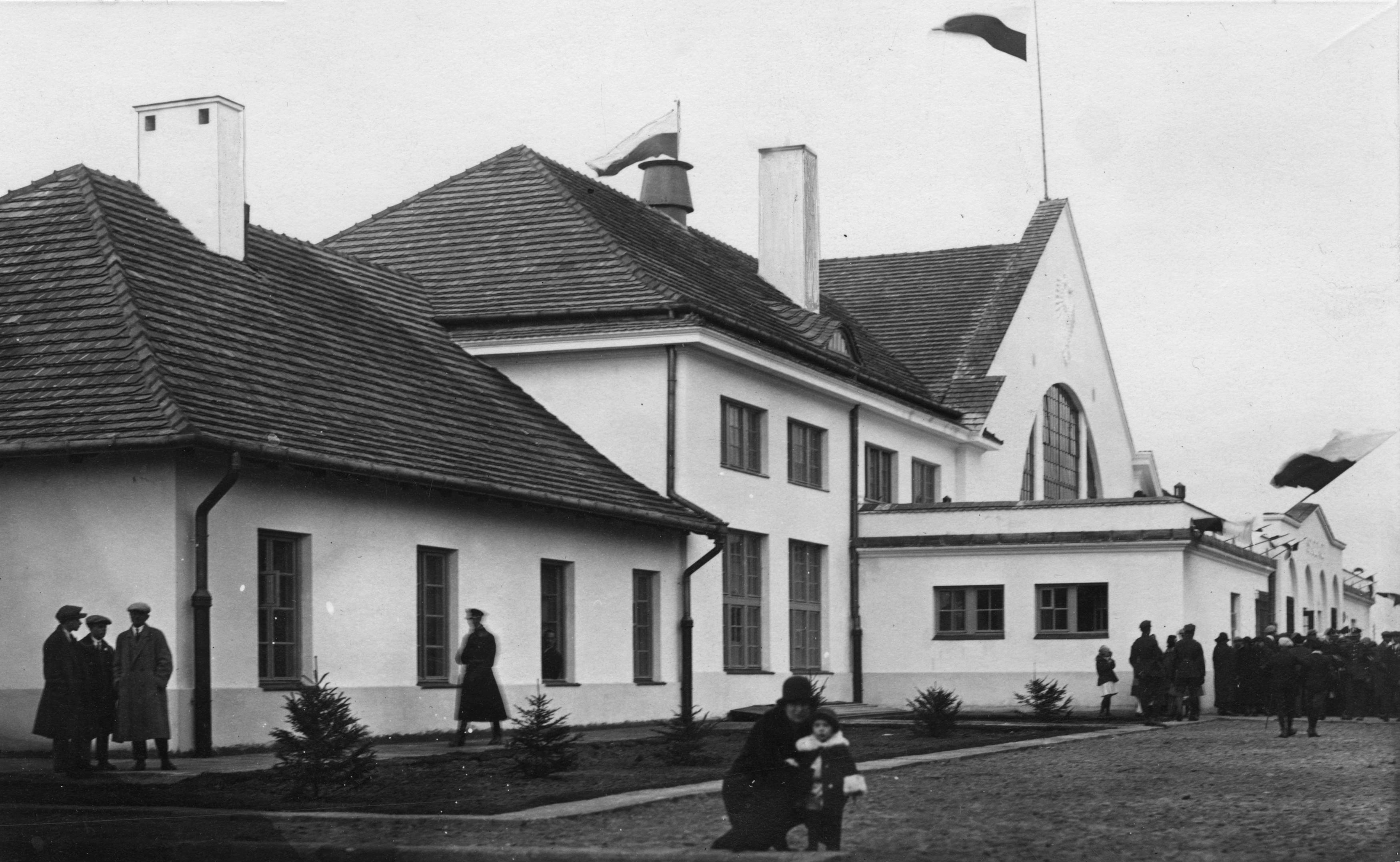
1926
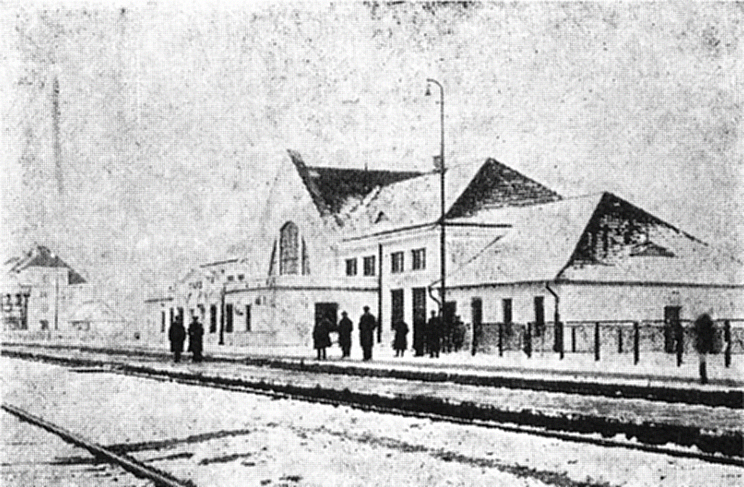
1921—1939
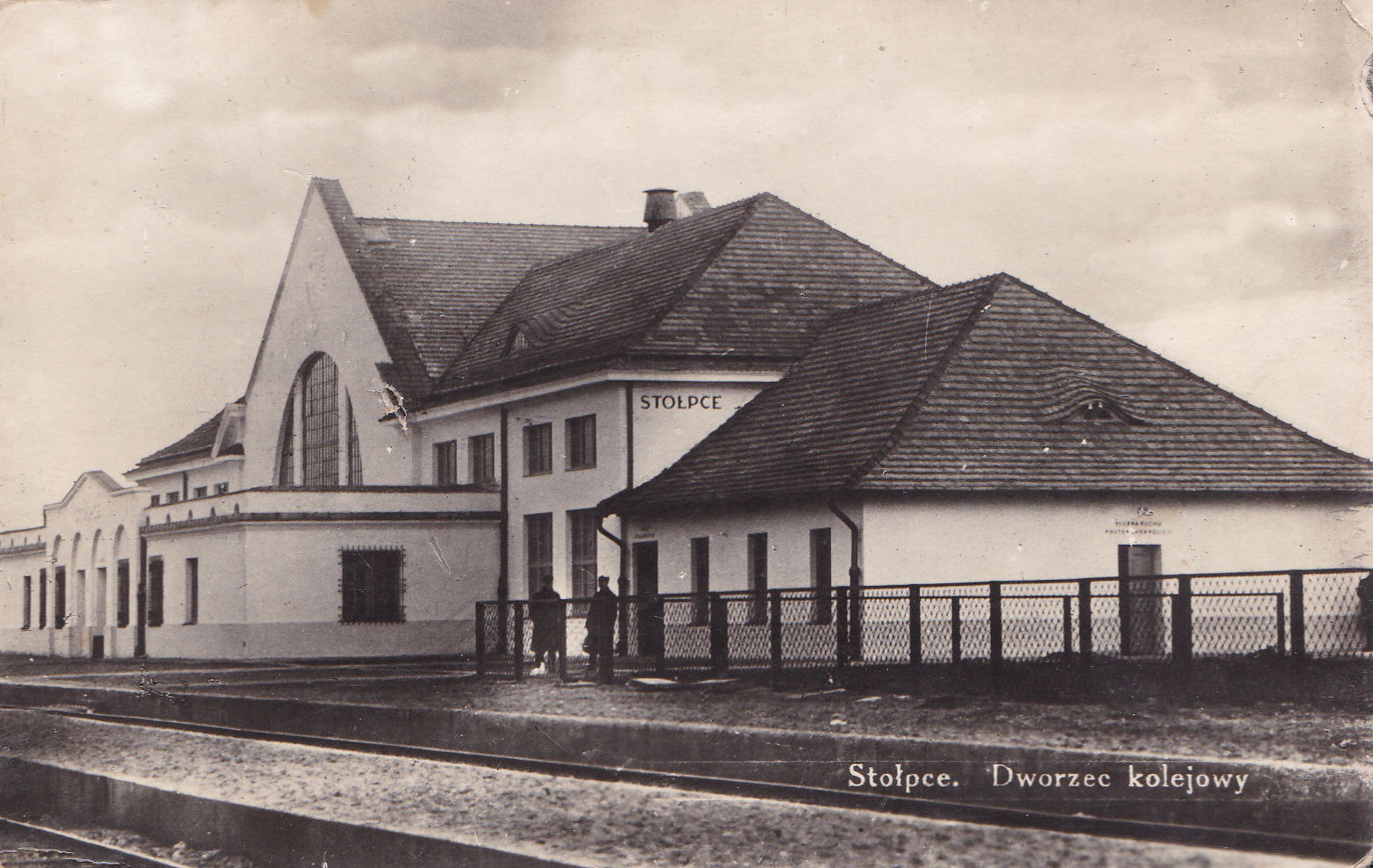
1933
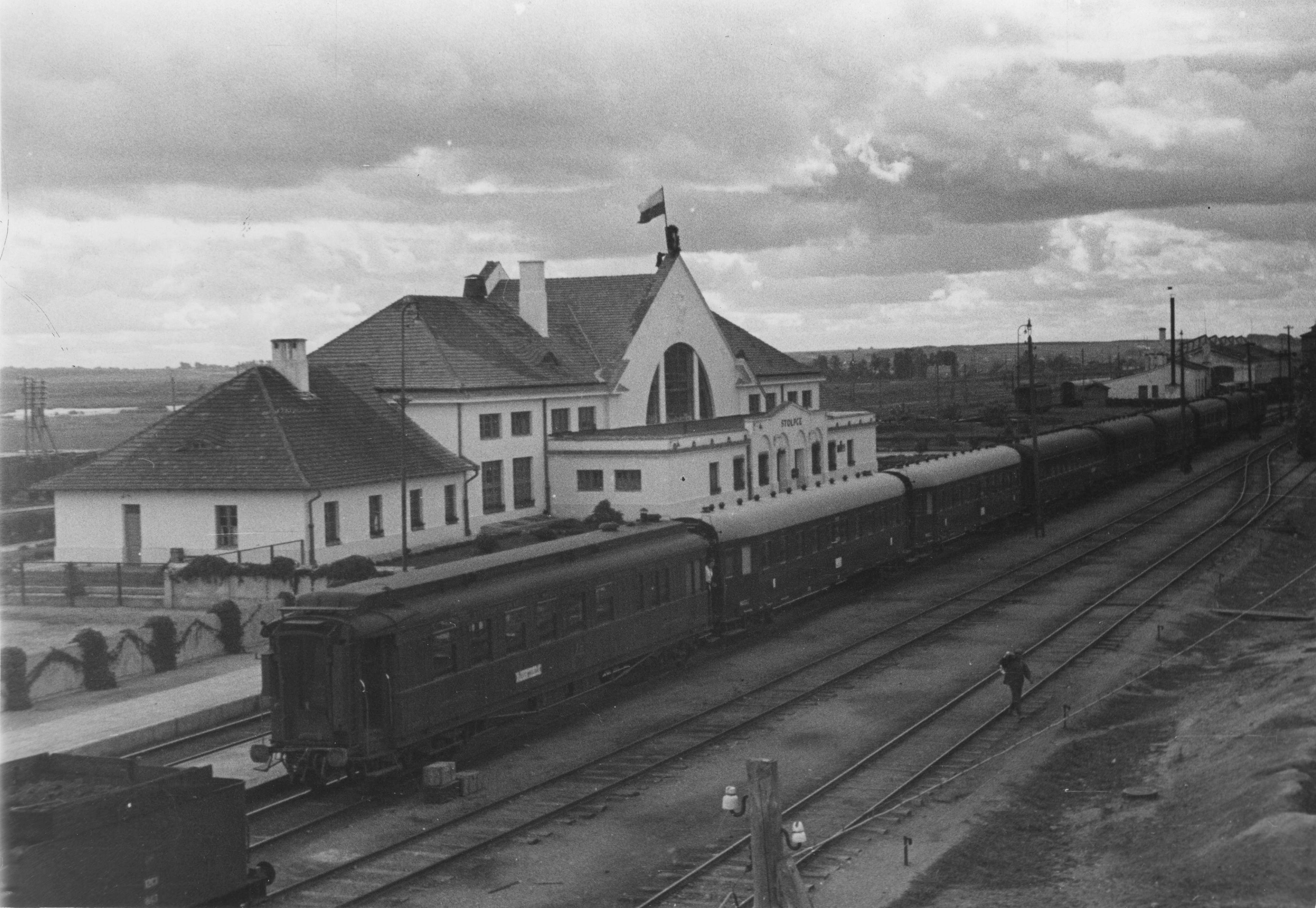
1932
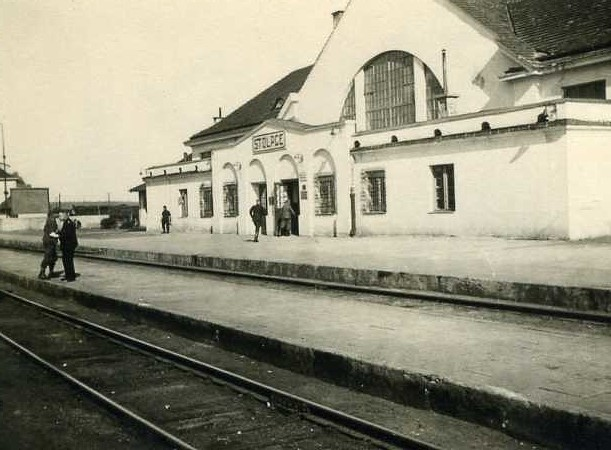
1941—1944